# NGC 1783
NGC 1783 هي مجرة تتبع كوكبة أبو سيف. اكتشفها جون هيرشل في 13 ديسمبر 1835.

## روابط خارجية
- NGC 1783 على موقع ويكي سكاي: DSS2, SDSS, GALEX, IRAS, Hydrogen α, X-Ray, Astrophoto, Sky Map, Articles and images